# Bačka fabrika šećera Vrbas
Bačka fabrika šećera Vrbas (ancien code BELEX : BACV) est une entreprise serbe qui a son siège social à Vrbas, dans la province de Voïvodine. Elle travaille dans le secteur de l'agroalimentaire, et, plus précisément, dans l'industrie sucrière.
En serbe, Bačka fabrika šećera signifie « la sucrerie de la Bačka ». L'entreprise est une filiale de la société Sunoko d.o.o., qui a son siège à Novi Sad et qui fait partie du MK Group.

## Histoire
La sucrerie Bačka a été créée en 1913.
Bačka fabrika šećera Vrbas a été admise au libre marché de la Bourse de Belgrade le 5 mai 2004 et en a été exclue le 7 octobre 2010.

## Activités
Bačka fabrika šećera Vrbas est une entreprise qui produit du sucre à partir de la betterave. Le sucre se présente sous différentes formes, comme le sucre cristallisé, en vrac ou en sacs de 1 000 kg et 1 200 kg. La société offre aussi des produits dérivés, sous forme de fibres brutes ou desséchées ou encore en granulés, qui sont vendus en sacs, en paquets ou sous forme de mélasse. L'entreprise a la capacité de transformer 6 000 t de betteraves par jour et peut produire 900 t de sucre par jour.